# Parosch
Parosch ist eine biblische Gestalt. Er war Vorfahr von Ramja, Jisija, Malkija, Mijamin, Eleasar, Malkija und Benaja, jüdischen Rückkehrern aus Babylon, die ihre ausländischen Frauen auf Geheiß Esras verstoßen mussten (Esra 10,25 ).